# Barry Brucker
Barry Brucker es un hombre de negocios y político estadounidense. Sirvió dos veces como Alcalde de Beverly Hills, California.

## Biografía
Barry Brucker creció en Beverly Hills. Asistió al Beverly Vista School y se graduó en el Beverly Hills High School en 1975. Se licenció con honores en Negocios y Económicas en la University of California, Santa Barbara. Es miembro de Omicron Delta Epsilon. Sirvió como Presidente y Jefe Ejecutivo de Independent Ink, un fabricante mundial de cartuchos de tinta.
En 1997, fue elegido para el Beverly Hills Unified School District y fue reelegido en 2001, sirviendo dos mandatos como presidente de la junta electoral, en 1999 y 2003. En 2005, fue elegido para el Beverly Hills City Council, y de nuevo en 2009. Sirvió como Vicealcalde en 2009 y 2010. Fue elegido como alcalde en 2008, y fue reelegido en 2011.
Sirvió como Vicepresidente de la Beverly Hills Education Foundation. Previamente, sirvió en la Junta de Gobernadores del Hospital de Century City. Actualmente sirve en la Junta Directiva de Amigos del Sheba Hospital en Israel. Es cinturón negro en karate. Está casado con Sue Brucker, y tienen dos hijos, Richard y Lauren. Es Judío y hace voluntariado en el Templo Emanuel de Beverly Hills. Después de varios años en el Ayuntamiento y dos mandatos como alcalde, Brucker decidió terminar su larga carrera con la decisión de jubilarse en 2012.